# Ziziphus lotus

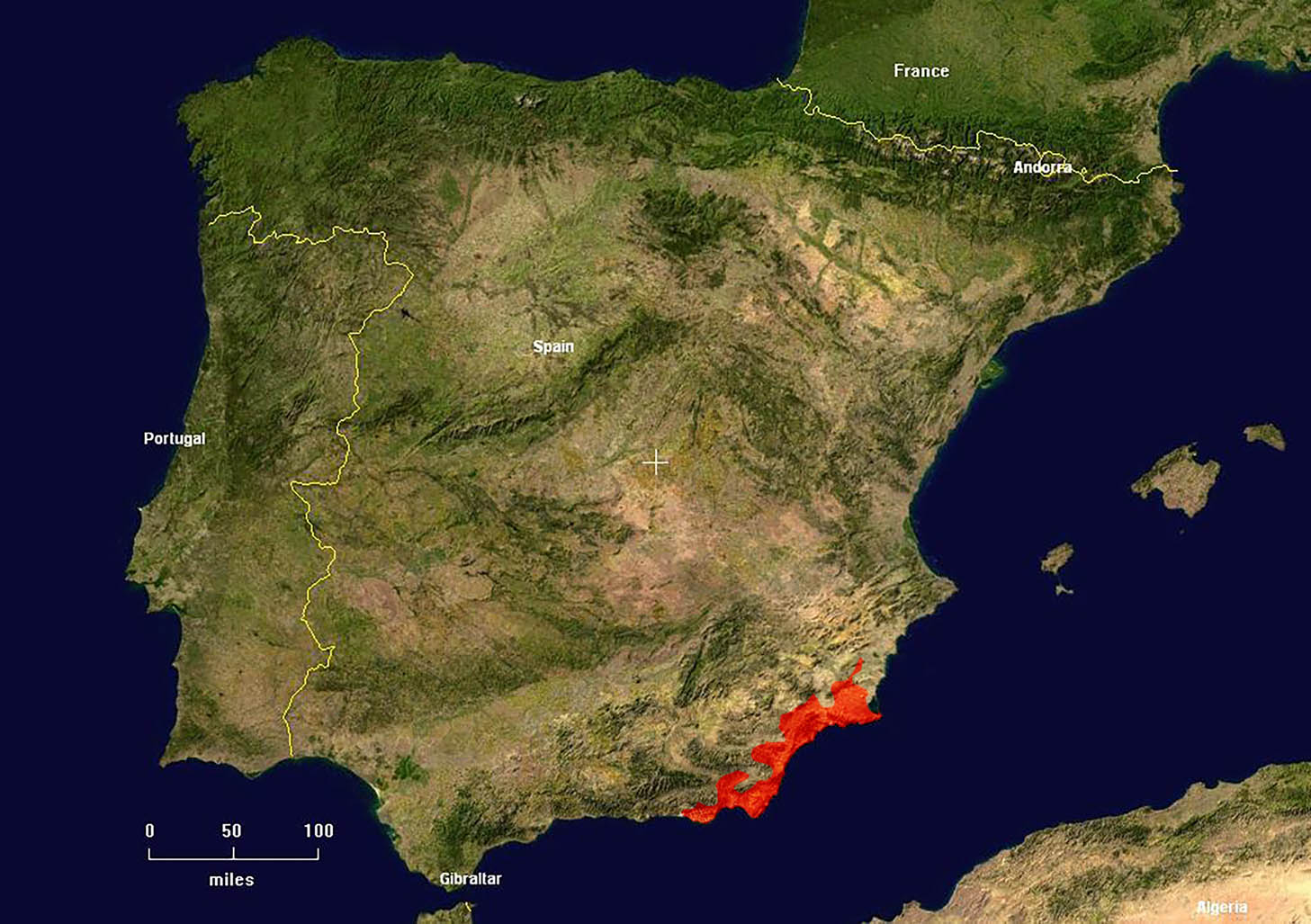
Distribución en la península ibérica.

El azufaifo, azofaifo (Ziziphus lotus), también llamado arto, arto blanco o espina de Cristo, es un arbusto caducifolio iberoafricano muy intrincado y espinoso de la familia Rhamnáceas y del orden Rosales.

## Morfología
El azufaifo es un arbusto espinoso de hasta dos o tres metros de altura, porte semiesférico, tallos en zigzag y de corteza lisa de color ceniza. Hojas simples, alternas, ovaladas, brillantes, lampiñas y caedizas. Flores amarillas diminutas, de unos 4 mm y en forma de estrella. Fruto en forma de drupa, parecido a la oliva, verde a rojo oscuro al madurar, de entre 1 y 2 cm, carne dulce, algo ácida, de color amarillento y piel áspera y brillante. Produce una sola semilla en forma de hueso, leñosa, con surcos longitudinales.

## Vida y reproducción
En el hemisferio norte florece en verano (entre junio y julio) y los frutos maduran en otoño (entre septiembre y octubre).

## Hábitat
Fondos de ramblas arenosas o pedregosas, zonas de matorral árido o junto al mar; suelos calizos en el piso termomediterráneo.

## Distribución y estado de conservación en Europa
Endemismo iberoafricano. Región mediterránea, sudeste español (Almería y Murcia), norte de África y Arabia. Recientemente se ha descubierto su presencia en las provincias de Alicante y Málaga
Los espinares de azufaifos están en grave regresión en España, debido a la ocupación de sus espacios por la agricultura intensiva y por tal motivo su conservación ha sido considerada como prioritaria dentro de la directiva de hábitats de la Unión Europea.

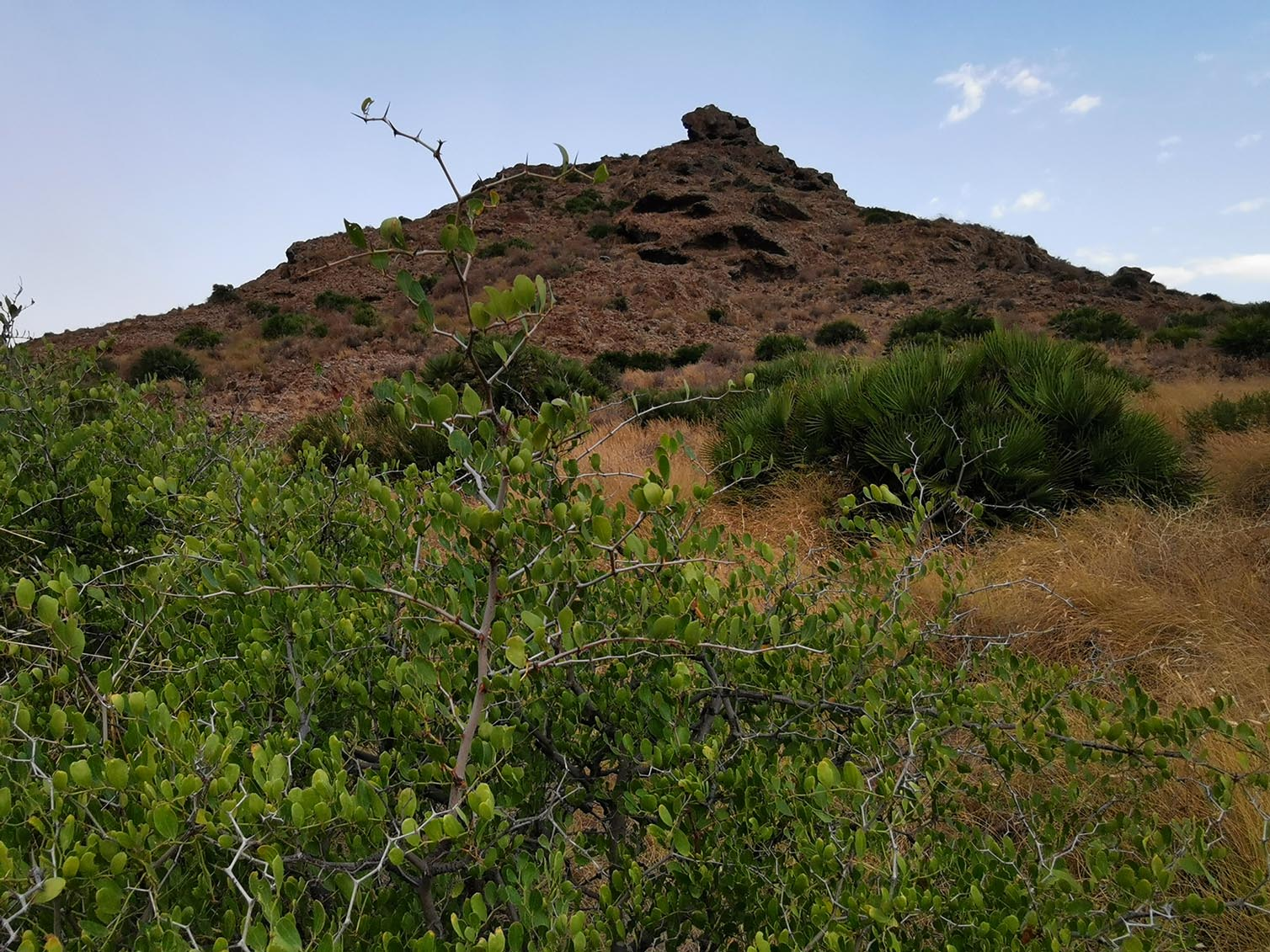
Vista general de la planta en el cabezo volcánico de El Carmolí, Cartagena, España.
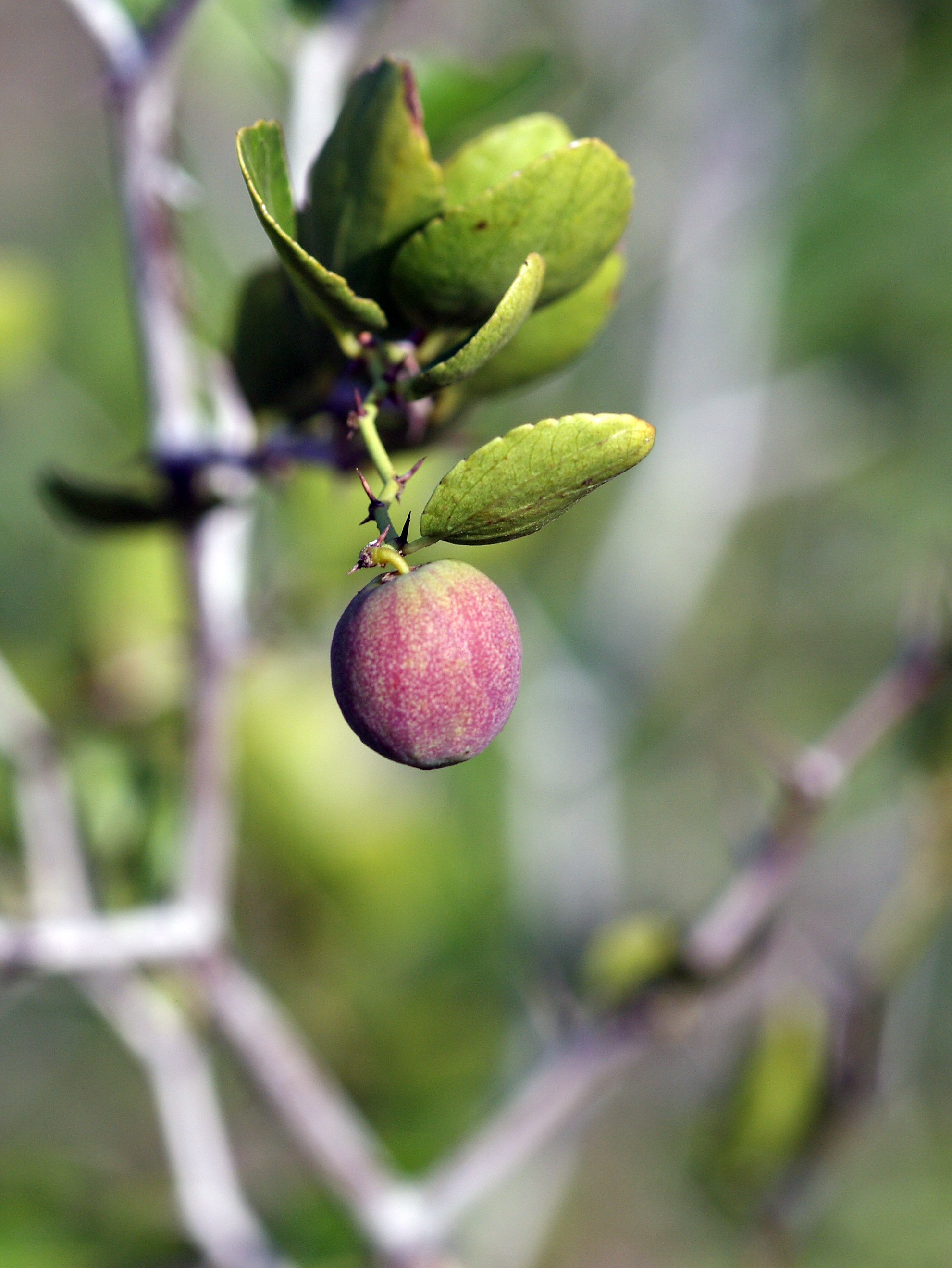
Fruto.
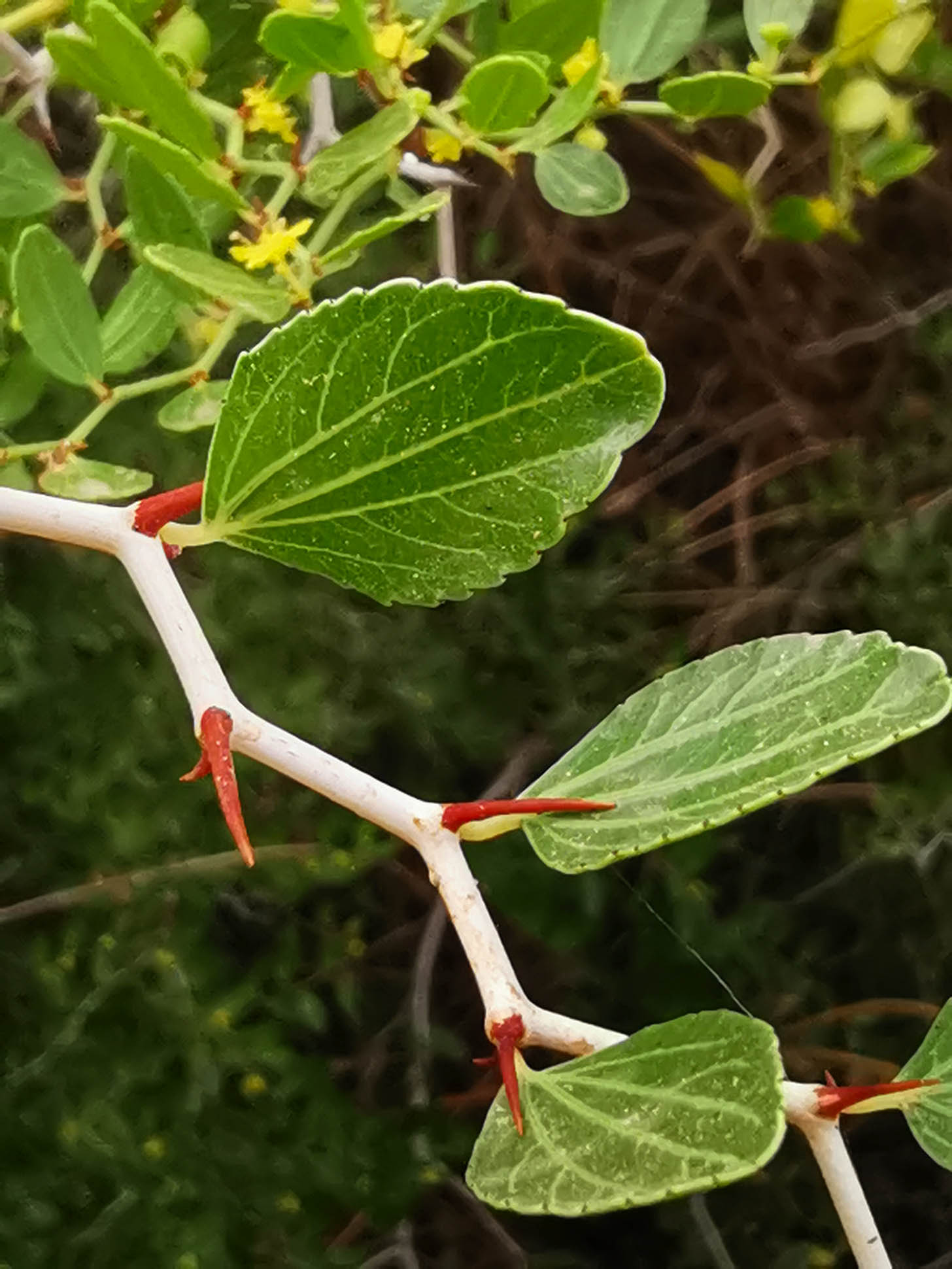
Hojas y espinas.
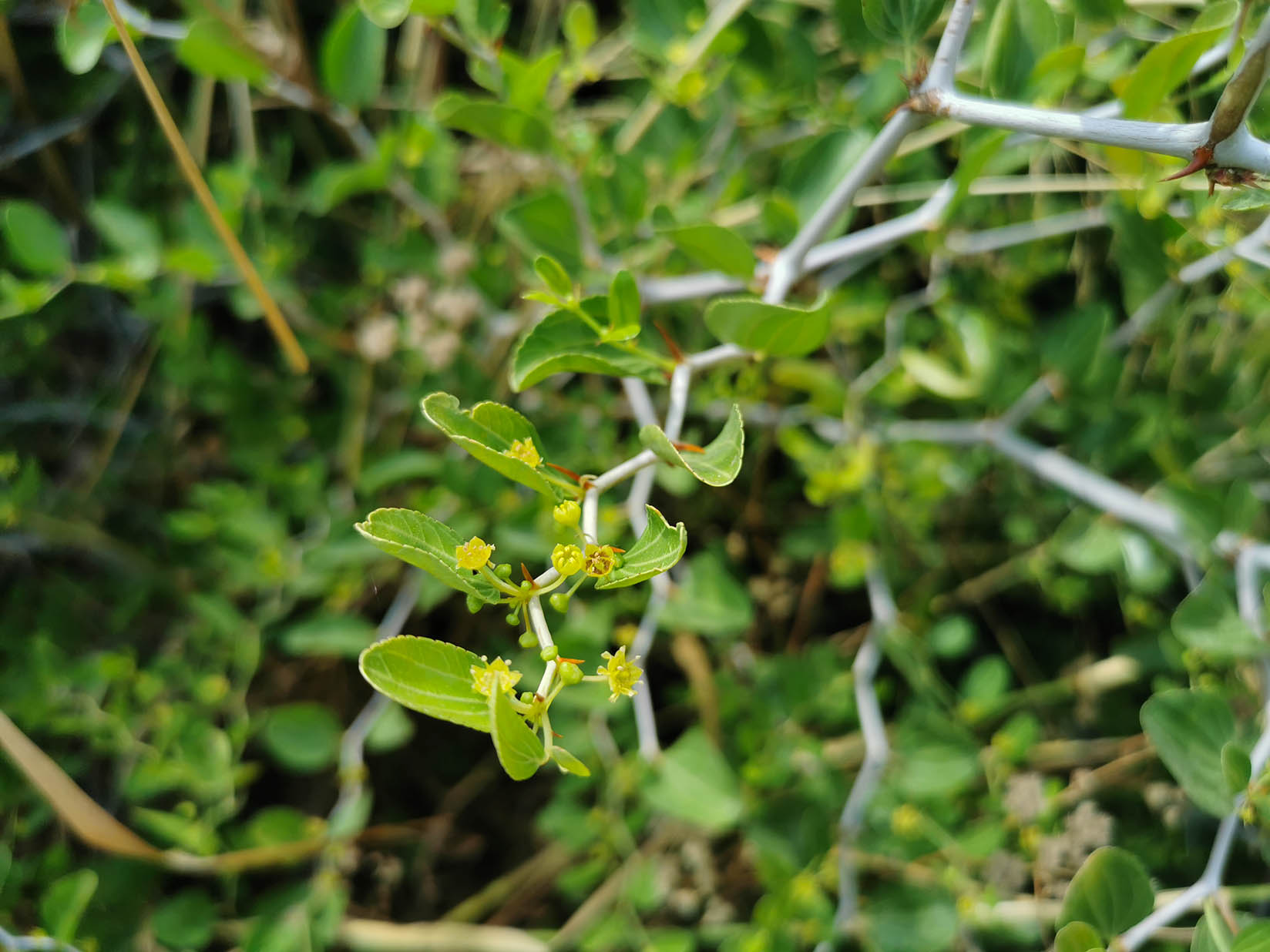
Flores.
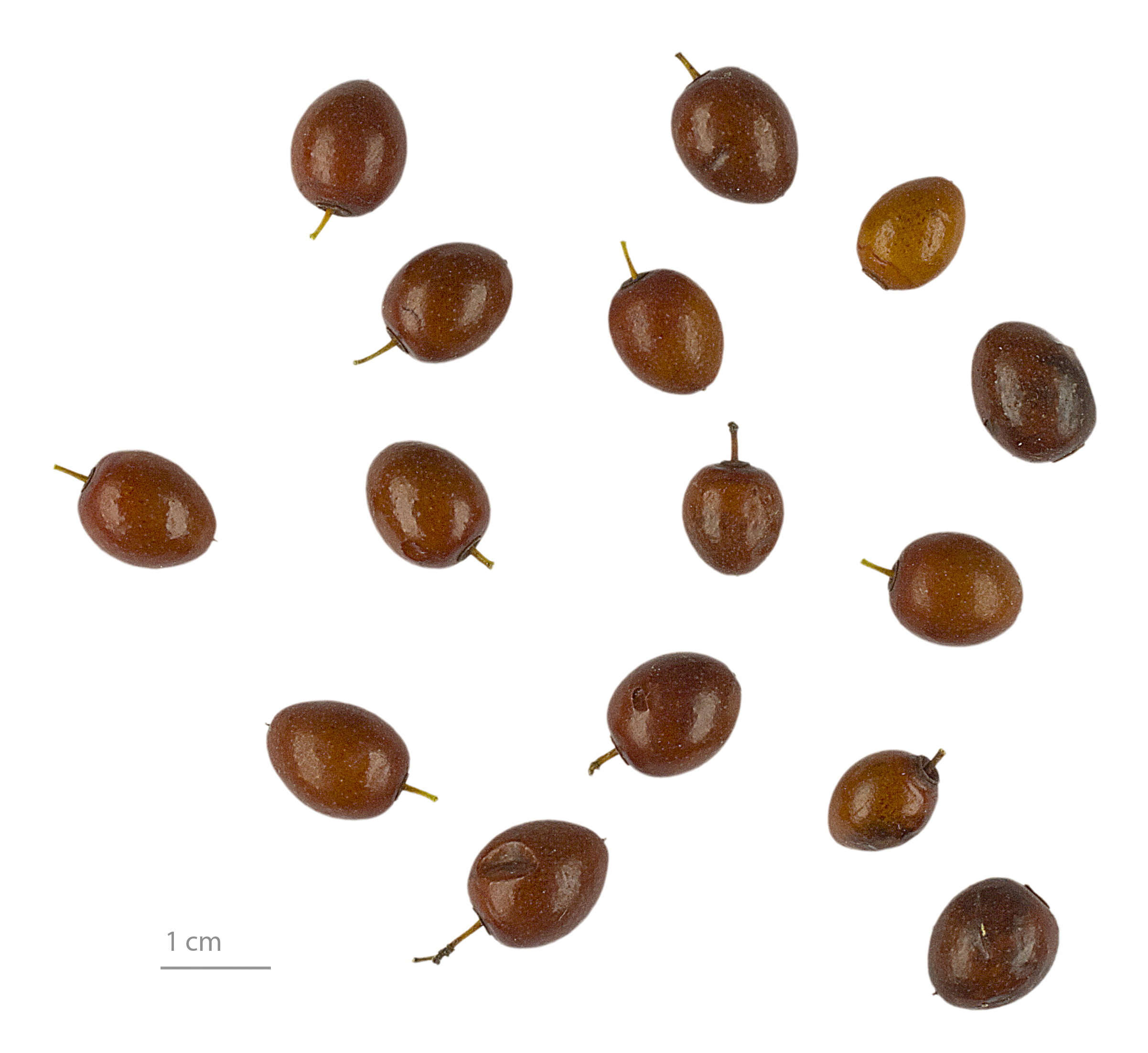
Frutos del Ziziphus lotus.

## Usos
Al igual que el fruto de la especie más conocida (ziziphus jujuba), el fruto, llamado también azufaifo o azofaifo, se utiliza para la alimentación humana, como fruta de mesa, fresco o desecado, preparado como mermelada.

## Taxonomía
Ziziphus lotus fue descrita por (Linneo) Lam. y publicado en Actes de la Société d'Histoire Naturelle de Paris 1788: 443, t. 21, en el año 1788.
Etimología
Ziziphus: nombre genérico que deriva, según una fuente, del nombre persa zizfum o zizafun, aunque la razón de su aplicación es desconocida, y otra fuente dice que viene de zizouf, el nombre árabe de Ziziphus lotus, un árbol caducifolio arbustivo del Mediterráneo. Plinio el Viejo aparentemente utiliza el nombre en latín de Zizyphus para el azufaifo.
Sinonimia
- Rhamnus lotus L.[5]

## Nombres comunes
- Castellano: abenuz, arlos, artina, artinera, artinero, artino, arto, azufaifo, azufaifo de Túnez, azufaifo loto, ginjol, ginjolera, guijol, guijolera, guijón, loto comestible, rosa de la Virgen.[6]